# Ангел Кукдалев
Ангел Грозков Кукдалев (Кундалов) е български политик от БЗНС.

## Биография
Роден е на 11 юни 1879 г. в хасковското село Ябълково. През 1899 г. е един от учредителите на БЗНС. През 1908 г. основава Земеделската дружба в родното си село. Народен представител е от XV до XX ОНС. Подпредседател е на XX ОНС. През 1922 г. участва в Лозанската мирна конференция, като представител на България. На следващата година участва в Юнското въстание, но е заловен при хасковското село Главан и репресиран. Умира на 14 септември 1924 г. в Хасково